# Conus mordeirae
Conus mordeirae é uma espécie de gastrópode do gênero Conus, pertencente à família Conidae.